# Keegan Hirst
Keegan Hirst (* 13. Februar 1988 in Batley, West Yorkshire, England) ist ein britischer Rugbyspieler.

## Leben
Hirst begann 2009 seine sportliche Karriere beim britischen Verein Hunslet Hawks und spielte danach von 2009 bis 2011 beim Verein Dewsbury Rams. In den Jahren 2012–13 war er Spieler bei Batley Bulldogs, 2014 beim Verein Featherstone Rovers und danach von 2014 bis 2016 beim Verein Batley Bulldogs. In den Jahren 2017–19 spielte Hirst beim Verein Wakefield Trinity. Ab 2020  spielte er beim Verein Halifax.
Keegan ist geschieden und hat zwei Kinder. In einem Interview mit der britischen Zeitung Sunday Mirror outete Hirst sich im August 2015 als homosexuell.